# Heinrich Albert Hofmann

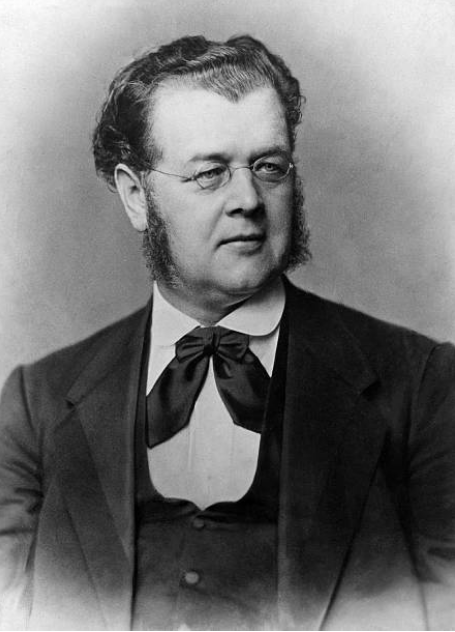
Heinrich Albert Hofmann

Heinrich Albert Hofmann (* 8. März 1818 in Berlin; † 19. August 1880 ebenda) war ein deutscher Buchhändler, Verleger und Theaterleiter.

## Leben
Heinrich Albert Hofmann eröffnete in Berlin 1845 ein Verlags- und Sortimentsgeschäft, die A. Hofmann & Comp., später widmete er sich aber ausschließlich der Verlegertätigkeit.
Der bei weitem erfolgreichste seiner Verlagsartikel ist das im Verein mit David Kalisch von ihm im Mai 1848 gegründete humoristisch-satirische Wochenblatt Kladderadatsch, dessen schnelles Aufblühen, dessen Erhaltung in allen Stürmen der Reaktionszeit, dessen Aufschwung zu einem allbekannten Weltblatt nicht zum geringsten Teil seiner buchhändlerischen Umsicht, Gewandtheit und Energie zu verdanken ist.
Erwähnung verdient auch die von ihm durchgeführte Sammlung der Klassiker des In- und Auslandes und die Herausgabe einer Anzahl künstlerisch illustrierter Prachtwerke.
Der 1873 ins Leben getretene Allgemeine Verein für deutsche Literatur verdankt seine Entstehung hauptsächlich der Initiative Hofmanns, welchem die Leitung des Unternehmens übertragen wurde. In seinen letzten Lebensjahren war er auch Besitzer des Friedrich-Wilhelmstädtischen Theaters in Berlin. Nach seinem Tod übernahm 1881 sein Sohn Rudolf Emil Hofmann die Geschäfte.

## Tod und Grabstätte

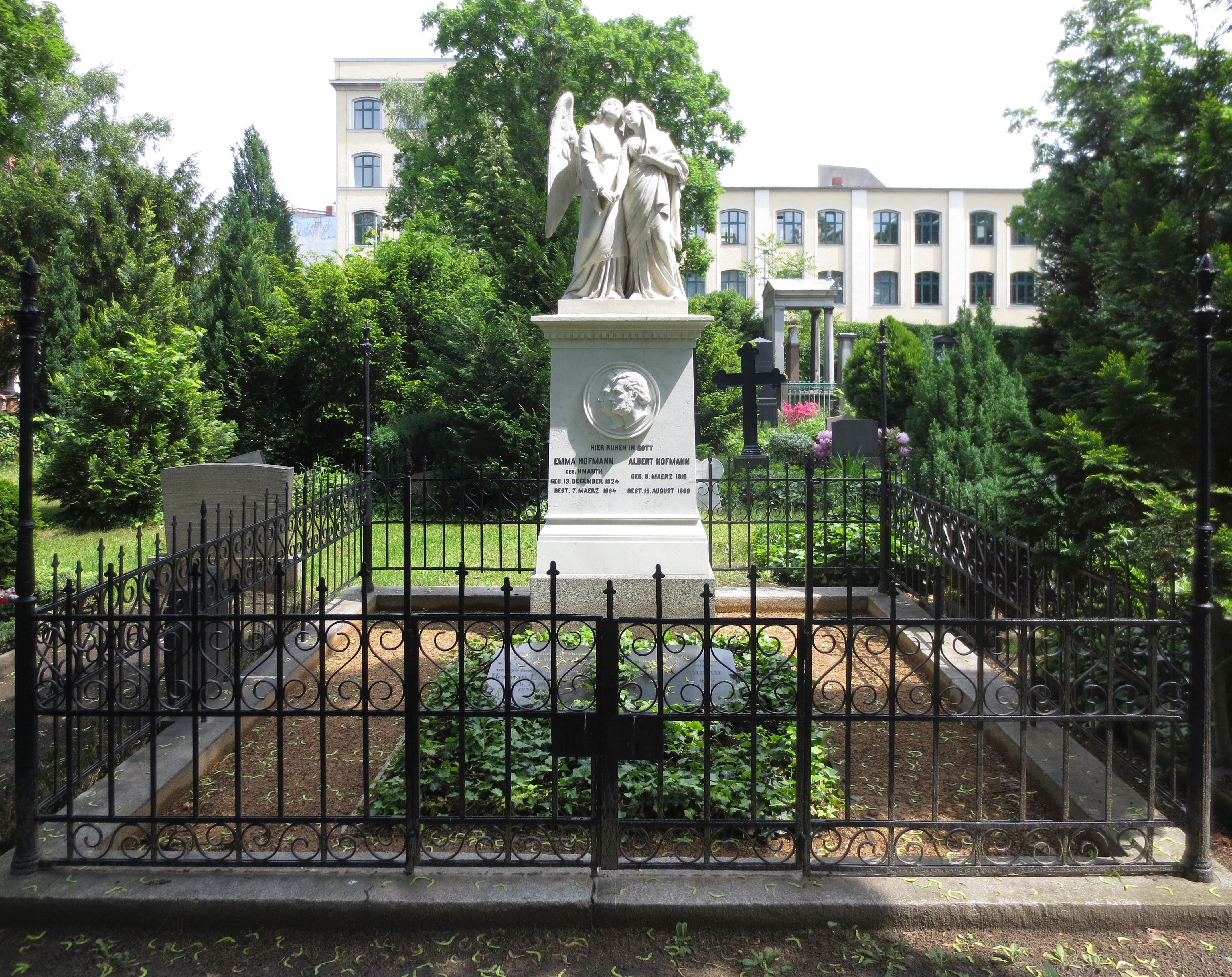
Grabanlage des Ehepaars Hofmann in Berlin-Kreuzberg mit von Erdmann Encke gestaltetem Grabdenkmal

Heinrich Albert Hofmann starb 1880 im Alter von 62 Jahren in Berlin. Sein Grab befindet sich auf dem Friedhof II der Jerusalems- und Neuen Kirche in Berlin-Kreuzberg. Er ruht dort neben seiner früh verstorbenen Gattin Emma Clara Adelheid, geb. Knauth (* 1824; † 7. März 1864).
In der von einem schmiedeeisernen Gitter umfriedeten Anlage steht das von Erdmann Encke gestaltete Grabdenkmal, das von einer 1,35 m hohen Plastik bekrönt wird, der Darstellung eines Engels, der tröstend die Hand einer Trauernden ergriffen hat. An der Vorderseite der Grabstele ist ein Medaillon mit den Porträts des Ehepaars Hofmann im Profil angebracht. Es handelt sich um eine Kopie, die das verlorene Original ersetzt und anlässlich der Restaurierung der Anlage vor 2012 auf der Basis historischer Fotografien hergestellt wurde.